# Mallankinaru
Mallankinaru (o Mallankinar, Mallanginar) è una suddivisione dell'India, classificata come town panchayat, di 11.804 abitanti, situata nel distretto di Virudhunagar, nello stato federato del Tamil Nadu. In base al numero di abitanti la città rientra nella classe IV (da 10.000 a 19.999 persone).

## Geografia fisica
La città è situata a 09° 36' 19 N e 78° 04' 17 E.

## Società

### Evoluzione demografica
Al censimento del 2001 la popolazione di Mallankinaru assommava a 11.804 persone, delle quali 6.067 maschi e 5.737 femmine. I bambini di età inferiore o uguale ai sei anni assommavano a 1.384, dei quali 696 maschi e 688 femmine. Infine, coloro che erano in grado di saper almeno leggere e scrivere erano 7.544, dei quali 4.492 maschi e 3.052 femmine.